# Robertson (Wyoming)
Robertson é uma Região censo-designada localizada no estado norte-americano de Wyoming, no Condado de Uinta.

## Demografia
Segundo o censo norte-americano de 2000, a sua população era de 59 habitantes.

## Geografia
De acordo com o United States Census Bureau tem uma área de
8,1 km², dos quais 8,1 km² cobertos por terra e 0,0 km² cobertos por água.

## Localidades na vizinhança
O diagrama seguinte representa as localidades num raio de 72 km ao redor de Robertson.